# Maria Constantin
Maria Constantin (Bucarest, 28 de agosto de 1991) es una deportista rumana que compite en bobsleigh. Ganó una medalla de bronce en el Campeonato Mundial de Bobsleigh de 2017, en la prueba por equipo.

## Palmarés internacional
| Campeonato Mundial | Campeonato Mundial   | Campeonato Mundial | Campeonato Mundial |
| Año                | Lugar                | Medalla            | Prueba             |
| ------------------ | -------------------- | ------------------ | ------------------ |
| 2017               | Königssee (Alemania) | Medalla de bronce  | Equipo             |